# トマス・フォーリー (第3代フォーリー男爵)
第3代フォーリー男爵トマス・フォーリー（Thomas Foley, 3rd Baron Foley PC、1780年12月22日 – 1833年4月16日）は、イギリスの貴族、政治家。ホイッグ党に属し、恩給紳士隊隊長、ウスターシャー統監を務めた。

## 生涯
第2代フォーリー男爵トマス・フォーリーと妻ハリエット（1750年10月26日 – 1781年1月2日、第2代ハリントン伯爵ウィリアム・スタンホープの娘）の息子として、1780年12月22日に生まれ、1781年5月19日にメリルボーンで洗礼を受けた。1793年7月2日に父が死去すると、フォーリー男爵位を継承した。1798年5月7日にオックスフォード大学クライスト・チャーチに入学、1800年6月25日にM.A.の学位を修得した。
政界ではホイッグ党に属し、1832年の第1回選挙法改正まで懐中選挙区のドロイトウィッチ選挙区で影響力を発揮した。グレイ伯爵内閣において、1830年12月8日に枢密顧問官に就任、9日に恩給紳士隊隊長に就任、以降1833年に死去するまで務めた。1831年4月27日にウスターシャー統監に任命され、1833年まで務めた。
1833年4月16日にインフルエンザによりメイフェアのブルートン・ストリートで死去、ウスターシャーのウィットリーで埋葬された。息子トマス・ヘンリーが爵位を継承した。

## 家族
1806年8月18日、セシリア・オリヴィア・ジェラルディン・フィッツジェラルド（Cecilia Olivia Geraldine Fitzgerald、1786年3月3日 – 1863年7月27日、第2代リンスター公爵ウィリアム・フィッツジェラルドの娘）と結婚、4男4女をもうけた。
- セシリア・オリヴィア（1807年10月24日[8] – 1863年3月3日） - 1834年8月5日、第2代準男爵サー・チャールズ・ラッシュアウト・ラッシュアウト（1869年9月19日没）と結婚[7]
- トマス・ヘンリー（1808年12月11日 – 1869年11月20日） - 第4代フォーリー男爵[1]
- ジェラルディン・オーガスタ（1809年12月[8] – 1887年3月23日） - 1844年12月10日、フィリップ・フェルディナン・オーギュスト・ド・ロアン＝シャボー（英語版）（のち在イギリスフランス大使（英語版）、1875年3月22日没）と結婚[7]
- オーガスタス・フレデリック（1810年12月9日 – 1881年10月9日） - 陸軍軍人、生涯未婚[7]
- ジョージアナ・ルイーザ（1812年10月8日 – 1864年11月21日） - 1844年2月27日、トマス・モリニュー＝モンゴメリー（Thomas Molyneux-Montgomerie、1855年2月28日没）と結婚[8]
- セント・ジョージ・ジェラルド（英語版）（1814年7月10日 – 1897年1月24日） - 陸軍軍人。1865年7月6日、オーガスタ・セリナ・スタート（Augusta Selina Sturt、1901年2月21日没、ヘンリー・チャールズ・スタート（英語版）の娘）と結婚、子供あり。第7代フォーリー男爵ジェラルド・フォーリーの祖父[7]
- アデレード・ジョージアナ・フレデリカ（1822年3月19日 – 1861年1月19日） - 1860年2月8日、陸軍軍人トマス・アシュバーナム閣下（英語版）と結婚[8]
- フィッツジェラルド・アルジャーノン・チャールズ（1823年9月5日 – 1903年7月26日） - 海軍軍人。1850年8月27日、フランシス・キャンベル（Frances Campbell、1867年2月23日没、サー・ジョージ・キャンベルの娘）と結婚、子供あり。1874年7月21日、レニラ・アンナ・ランバート（Renira Anna Lambert、1926年10月16日没、リチャード・フォーテスキュー・パーヴィスの娘、エドワード・ヘンリー・ゲージ・ランバートの未亡人）と再婚、子供あり[7]